# 蒙兹
蒙兹（法語：Monze，法語發音：[mɔ̃z] ⓘ）是法国奥德省的一个市镇，位于该省中部略偏北，属于卡尔卡松区。

## 地理
蒙兹（43°9'21"N, 2°27'36"E）面积13.96 平方千米，位于法国奧克西塔尼大區奥德省，该省份为法国南部沿海省份，北起塔恩省，西北接上加龙省，西接阿列日省，南至东比利牛斯省，东临地中海，东北与埃罗省接壤。
与蒙兹接壤的市镇（或旧市镇、城区）包括：法雅克昂瓦勒、弗卢尔、丰蒂耶斯多德、马代库尔、蒙蒂拉、瓦勒德达涅。

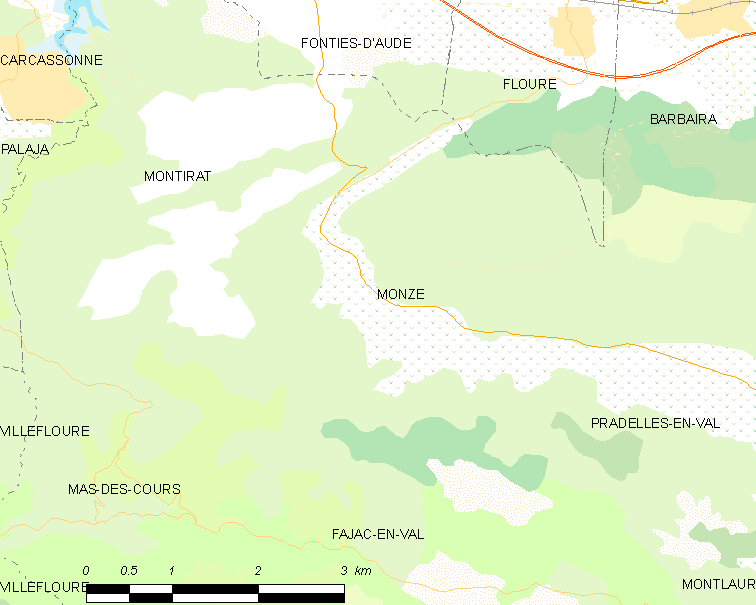
蒙兹的OSM定位图

蒙兹的时区为UTC+01:00、UTC+02:00（夏令时）。

## 图集

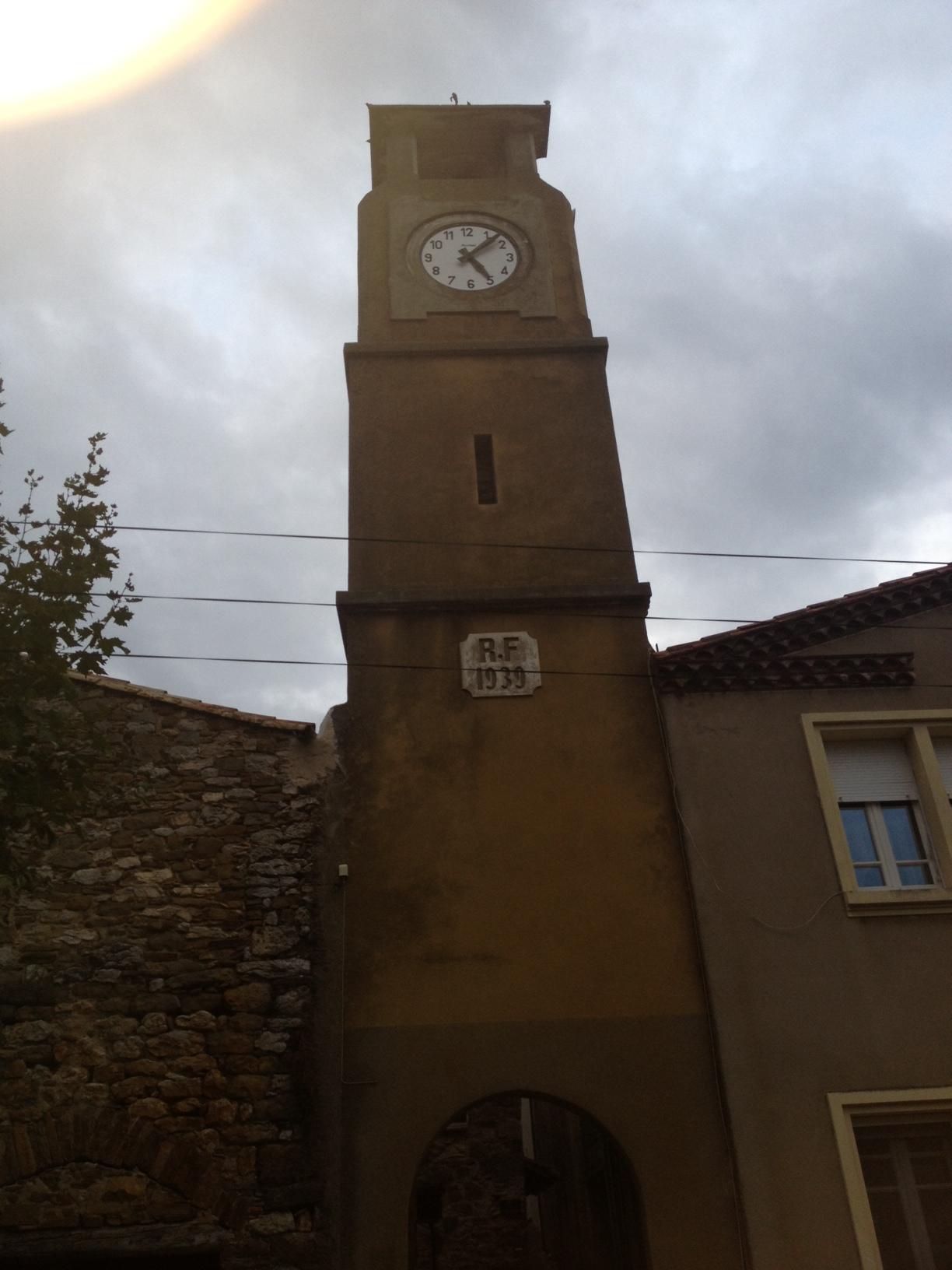
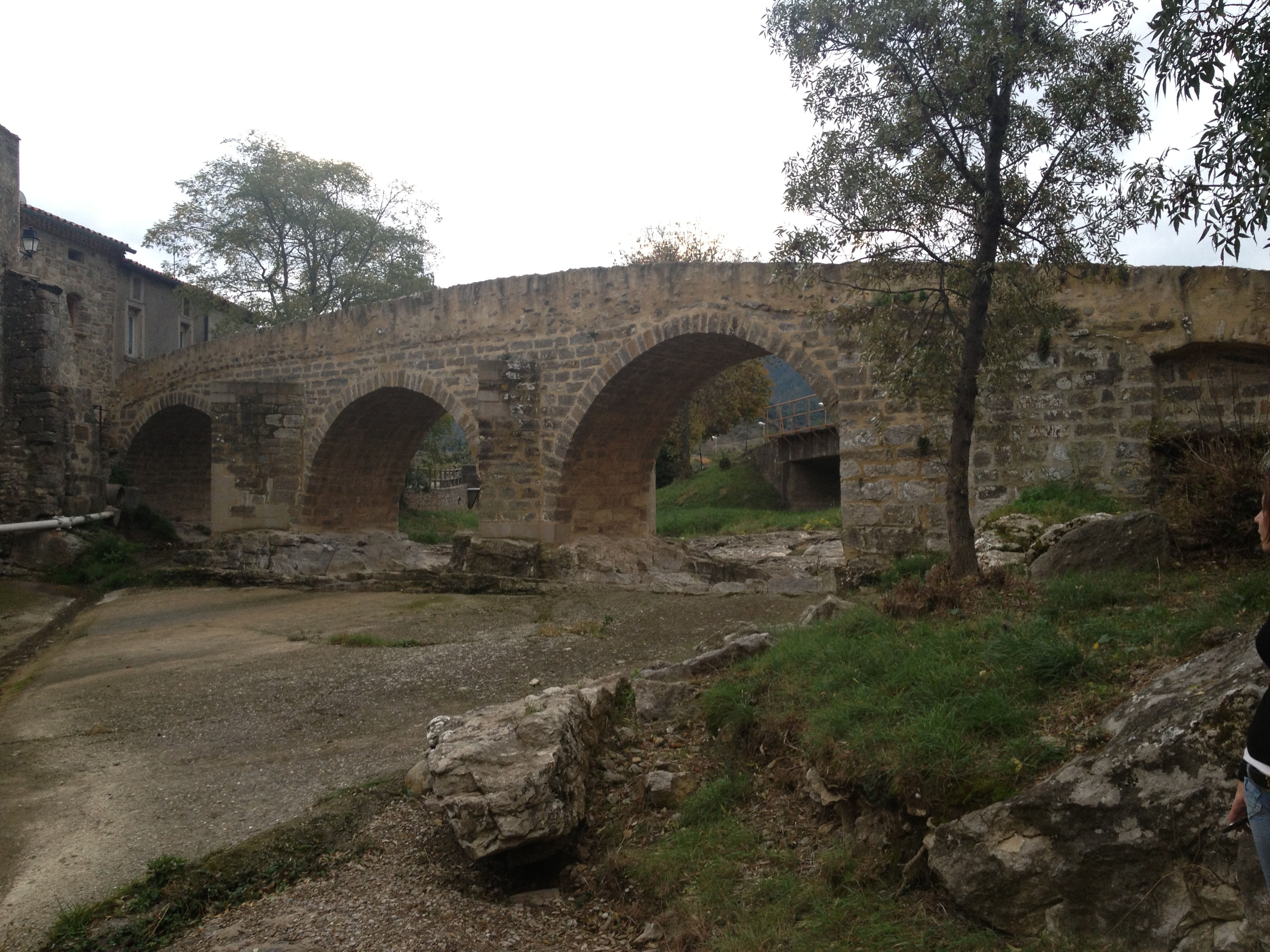

## 行政
蒙兹的邮政编码为11800，INSEE市镇编码为11257。

## 政治
蒙兹所属的省级选区为亚拉里克山县。

## 人口

1962-2008年间蒙兹人口变化图示

蒙兹于2022年1月1日时的人口数量为243人。